# Западный резервный район Коннектикута

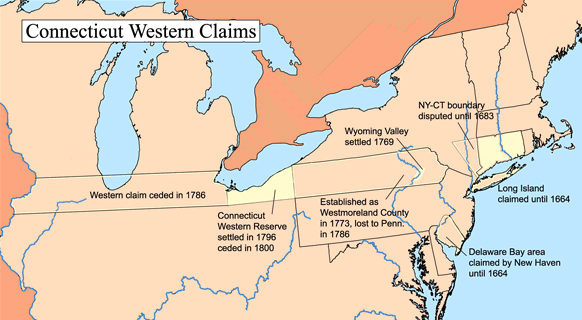
Притязания Коннектикута на земли на Западе

Западный резервный район Коннектикута (англ. The Connecticut Western Reserve) — территория фронтира, в настоящее время охватывающая большую часть северо-востока современного штата Огайо, на которую в своё время предъявляли права колония Коннектикут и штат Коннектикут. Резервный район был дарован колонии на основании хартии короля Карла II.
Коннектикут отказался от притязаний на некоторые из своих западных земель в пользу США в 1786 году после американской войны за независимость и до образования в 1787 году Северо-Западной территории. Несмотря на уступку суверенитета федеральному правительству, Коннектикут сохранил за собой право собственности на восточную часть уступленных земель к югу от озера Эри. Правительство штата продало большую часть Западного резервного района «Коннектикутской земельной компании», которая продавала участки новосёлам. Словосочетание «Западный резервный район» используется в названиях многих организаций в США, как Академия Западного резервного района, Больница Западного резервного района, Историческое общество Западного резервного района и Кейсовский университет Западного резервного района.
В XIX веке Западный резервный район «был, вероятно, самым горячим антирабовладельческим сектором страны».

## Местоположение и история

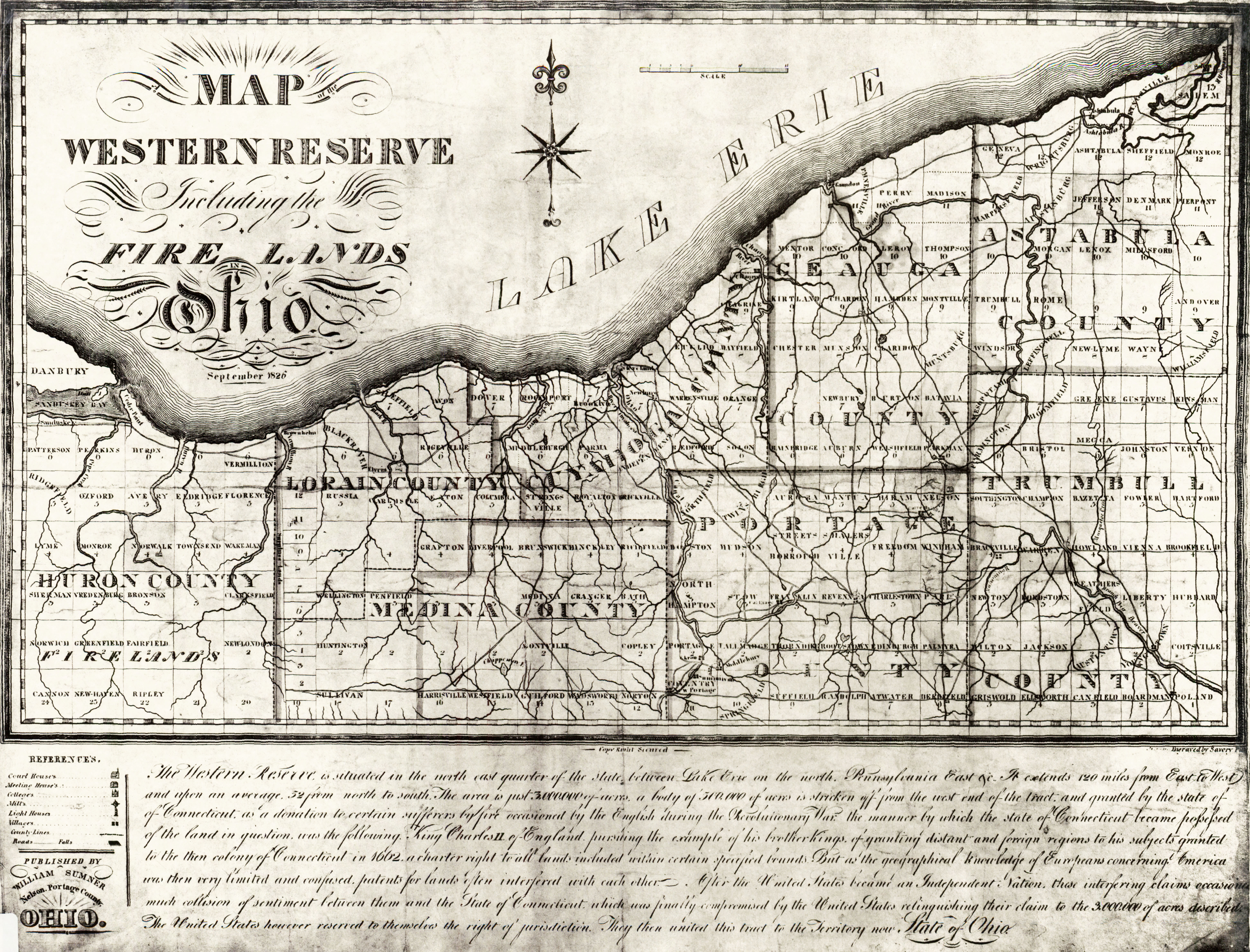
Карта Западного резервного района в 1826 году

Западный резервный район охватывает следующие округа: Аштабьюла, Хьюрон, Джеога, Кайахога, Лейк, Лорейн, Медайна, Потридж, Трамбулл, Эри; и частично: Ашленд, Махонинг, Оттава, Саммит и Уэйн.
До прибытия европейских колонизаторов земли, окружающие южный берег озера Эри, населяло одноимённое племя североамериканских индейцев. После окончании войны с ирокезами 1654–1656 годов эри были почти полностью уничтожены. Их города подверглись разрушению, а оставшиеся в живых были ассимилированы соседними племенами, в основном сенеками.
После войны за независимость в США Коннектикут был вынужден под давлением федерального правительства уступить часть Уэстмолендского округа (своего королевского  «подарка от моря до моря») после войны между янки и пеннамитами.
Тем не менее, штат решительно отстаивал свои притязания на земли между 41-й и 42-й и 2-минутной параллелями, расположенными к западу от границы со штатом Пенсильвания.
Территориальные притязания внутри Огайо относились к земельным участкам шириной 120 миль (190 км) между озером Эри и линией к югу от современных Акрона, Нью-Лондона, Уилларда и Янгстауна, примерно в 3 милях (4,8 км) к югу от нынешней трассы 224. А за пределами Огайо касались штатов Айова, Вайоминг, Иллинойс, Индиана, Калифорния, Мичигана, Невада, Небраска, Юта. Восточная граница Западного резервного района пролегает по географическому меридиану вдоль линии Элликотта, границе с Пенсильванией. Западная граница, из-за конвергенции, чтобы сохранить ширину в 120 миль, более чем на четыре градуса отклоняется от меридиана.
После войны за независимость в США в обмен на принятие федеральным правительством его долга Коннектикут, как и несколько других штатов, отказался от своих притязаний на землю. На основе этих территориальных уступок федеральным правительством была образована Северо-Западная территория (официально более известная под названием «Территория к северо-западу от реки Огайо»). Акт уступки был подписан 13 сентября 1786 года. В начале XIX века, по мере увеличения численности населения в некоторых частях Северо-Западной территории, были созданы новые штаты, которые затем принимались в состав США.
Коннектикут сохранил территорию площадью 3 366 921 акр (13 625,45 км2) в Огайо, которая стала известна как «Западный резервный район». В 1796 году штат продал эту территорию «Коннектикутской земельной компании» (учредителями которой выступала группа инвесторов, состоявшая преимущественно из выходцев из Саффилда) за $1,200,000. По одним данным сделка совершилась 12 августа, по другим — 2 или 5 сентября 1795 года. При этом 8 изначальных участников группы (по другим данным — 7  и 35) намеревались разделить землю на гомстедные наделы и продать по частям новым поселенцам.
Тем не менее, право собственности индейцев на Западный резервный район не было утрачено. Чёткое оформление права собственности на земли к востоку от реки Кайахога было закреплено Гринвильским договором 1795 года и к западу по Форт-Индастриевскому договору 1805 года. Западная часть резервного района включала Горелые земли или «Земли страдальцев» площадью 500 000 акров (2 000 км2), зарезервированных для жителей нескольких городов Новой Англии, которые были уничтожены британскими пожарами во время Войны за независимость.
В 1796 году Коннектикутская земельная компания отправила геодезистов во главе с Мозесом Кливлендом в резервный район, чтобы поделить территорию на геодезические районы, по 5 миль (8,0 км) с каждой стороны (25 квадратных миль (65 км2). Кливленд также основал поселение на берегу озера Эри, впоследствии названное в его честь и ставшее крупнейшим городом в регионе. При этом в первые годы существования поселения первая буква «а» в названии города была опущена наборщиком местной газеты, поскольку Cleveland занимает меньше места на печатной странице, чем Cleaveland, не влияя существенно на произношение, на и поэтому первое написание закрепилось в названии.
Первоначально территория получила название «Новый Коннектикут», но позже была переименована в «Западный резервный район», и в течение последующих нескольких лет сюда начали прибывать поселенцы. Янгстаун был основан в 1796 году, Уоррен — в 1798 году, Гудзон — в 1799 году, Равенна — также в 1799 году, Аштабула — в 1803 году и Стоу — в 1804 году.
Коннектикут окончательно отказался от суверенитета над Западным резервным районом в 1800 году. США превратили его в Северо-Западную территорию, в границах которого был образован округ Трамбулл. Город Уоррен является бывшим административным центром резервного района и называет себя «исторической столицей Западного резервного района». Позднее из территории было выделено ещё несколько округов.
В середине XX века Огайо превратился в центр разработки природных ресурсов и индустриализации. Здесь развилась сталелитейная промышленность, а железная руда, переправляемая через Великие озера из Миннесоты, перерабатывая её в стальные изделия и отправляя эту продукцию на восток. Благодаря развитию данной отрасли возникли крупные грузовые компаний, включая пароходные, и в появились первые стальные корабли. Кроме того железные дороги взяли на себя часть грузовых и товарных перевозок с озерных судов. В конце XIX — начале XX века эти города привлекали сотни тысяч европейских трудовых иммигрантов и внутренних мигрантов (как чёрных, так и белых) из сельских районов Юга на свои промышленные предприятия.

## Современность
В 2011 году по запросу Конгресса США Служба национальных парков США подготовила технико-экономическое обоснование для объявления 14 округов Западного резервного района зоной национального наследия. Благодаря таким мероприятиям происходит поощрение широкомасштабного сохранения исторических мест и зданий подобного рода, имеющих большое историческое значение, а также развитие исторический туризма. Всего в США таким статусом обладают 49 территорий, в том числе две в Огайо: канал Огайо — Эри и также Зона национального авиационного наследия.

## Архитектура
Поселенцы в северном Огайо принесли с собой архитектурные стили строительства и развития городов, с которыми они были знакомы в Новой Англии; многие здания в новых поселениях были спроектированы в георгианском, федеральном и неогреческом. Такие города, как Аврора, Бат, Кэнфилд, Чагрин-Фолс, Гейтс-Миллс, Гудзон, Медина, Милан, Норуолк, Оберлин, Пейнсвилл, Поланд и Тэллмэдж, служат примером выражения этих стилей и традиционного градостроительства Новой Англии. Например, Общественная площадь Кливленда отражает традиционные зелёные насаждения центральной части города в Новой Англии.